# Rob Byrnes
Rob Byrnes (nascido a 8 de Dezembro de 1958) é um romancista e blogger norte-americano, cuja ficção se foca principalmente em homossexuais, drag queens e outras minorias sexuais. A sua obra é frequentemente situada na cidade de Nova Iorque, onde viveu com o seu companheiro Brady Allen. O casal vive agora em Nova Jersey.
Byrnes nasceu em Rochester, Nova Iorque e, após os estudos no Union College (Schenectady, Nova Iorque), trabalhou em política e no governo. Como Chefe de Gabinete de dois membros da Assembleia Estadual de Nova Iorque, foi candidato a deputado municipal de Monroe County (Nova Iorque) em 1981 e ao Congresso dos Estados Unidos em 1986. Em 1996 mudou-se para Manhattan e passou a trabalhar em organizações de desenvolvimento sem fins lucrativos
O seu romance de 2006, When the Stars Come Out, venceu o prémio Lambda Literary Award na categoria Best Gay Romance.

## Obra
Byrnes publicou três romances e um conto na antologia Strange Bedfellows, sobre ficção policial erótica, editada por Dominic Santi e Debra Hyde. O primeiro romance de Byrnes foi o aclamado The Night We Met. O segundo romance, Trust Fund Boys foi publicado em 2004 e o terceiro, premiado com o Lambda Literary Award, foi When the Stars Come Out (2006).